# Payo Cubas
Paraguayo Cubas Colomés (Washington D. C., 8 de enero de 1962), conocido como Payo Cubas, es un abogado y político paraguayo nacido en los Estados Unidos de América que se desempeñó como senador en el periodo 2018-2019.
Fue candidato a presidente de la República del Paraguay en las elecciones generales de 2023 por el Partido Cruzada Nacional, en el que terminó en tercer lugar con casi el 23 % de los votos.

## Biografía
Cubas nació en Washington D. C., Estados Unidos, el 8 de enero de 1962, en un hospital militar que está ubicado a pocas cuadras de la Casa Blanca, donde su padre, el militar Coronel D.E.M. Roberto Cubas Barbosa, era miembro del Estado Mayor de la Organización de Estados Americanos, y estaba de misión en ese país. Por esta razón le nombraron Paraguayo. Egresó como abogado en el año 1988 de la Universidad Nacional de Asunción. Durante los años 1990 fue asesor jurídico de empresas, privadas, comerciales e industriales con sede nacional e internacional, así como en instituciones públicas como la Municipalidad de Hernandarias. En el periodo 1993-1998 fue diputado nacional electo por el departamento de Alto Paraná, a través de la denominada Alianza Encuentro Nacional, hoy día Partido Encuentro Nacional (PEN). En el año 1998 fue candidato a gobernador por el departamento de Alto Paraná por la Alianza Democrática (PLRA-PEN). Así mismo fue candidato a intendente municipal de Ciudad del Este en 2001. En el año 2018 fue electo senador de Paraguay, por el Movimiento Cruzada Nacional, siendo expulsado posteriormente el 28 de noviembre de 2019, por "conductas polémicas en su actuar". Paraguayo cubas siempre reclamó la corrupción en la camara de senadores.

### Candidatura y detención
Durante los meses de junio y julio de 2022, se hizo público que Cubas había buscado establecer una alianza presidencial con Efraín Alegre. Cubas solicitó la realización de una encuesta original para evaluar individualmente la aceptación que ambos recibirían como posibles candidatos a la presidencia. En otras palabras, deseaba determinar si él o Efraín gozaban de mayor aceptación como aspirantes presidenciales. Sin embargo, dicha solicitud no prosperó y no se llevó a cabo la mencionada encuesta. Tras ese suceso, finalmente Cubas decidió desvincularse de la Concertación Nacional para inscribir su candidatura de forma independiente y estableciendo una chapa presidencial con quién vendría a ser su compañero de fórmula, Stilber Valdés, por el Partido Cruzada Nacional, que no estaba ligado a esta coalición política. Esta fórmula se presentó por la Lista 911 y terminó con un porcentaje de votos de casi el 23 %.
Culminadas las elecciones, Payo fue detenido y estuvo en espera de un juicio por cargos relacionados con motivar la perturbación de la paz pública, por tentativa de impedimento de las elecciones, tentativa de coacción a órganos constitucionales (por su afirmación de querer disolver el parlamento y "ser dictador del Paraguay") y con el agravante de resistencia al arresto.
A inicios de octubre de 2023, el juez de Garantías Matías Garcete otorgó la libertad ambulatoria a Payo Cubas con ciertas condiciones, como mantener un domicilio fijo, no salir del país sin autorización, y presentarse regularmente ante el juzgado.

## Controversias
Cubas ha sido catalogado como una figura sumamente controvertida en el país, caracterizada por su comportamiento provocador hacia sus oponentes políticos, a quienes acusa de corrupción, así como por enfrentar acusaciones de conductas indecorosas en varias ocasiones. En abril de 2019, protagonizó un incidente al arrojar agua al rostro de su colega del Senado, Juan Carlos Galaverna. Asimismo, ha sido acusado de supuestamente ocultar relaciones sexuales con una persona transgénero mientras exaltaba su propia masculinidad, argumentando que no había perdido su virilidad por no haberse entregado plenamente. Además, se le imputa haber asistido bajo la influencia de sustancias estupefacientes al Senado y haber defecado en la oficina de un juez en otro episodio.

### Acusaciones
Los detractores de Cubas argumentan que es un político fascista, neofascista y que además, no posee la capacidad para ejercer el cargo de presidente, no solo por haber estado bajo los efectos de sustancias estupefacientes incluso durante su tiempo en funciones públicas, sino también debido a su condición de esquizofrenia. Payo, por su parte, ha abordado públicamente este último tema, asegurando que su condición médica no le afecta negativamente, ya que sigue un tratamiento medicamentoso adecuado y no impacta en su vida diaria.
Durante el periodo de campaña electoral, Payo fue objeto de acusaciones de ser un "satélite" político del expresidente de la República, Horacio Cartes. Sin embargo, Payo negó categóricamente cualquier vínculo o relación con Cartes, atribuyéndolas a la "desesperación de la Concertación Nacional", que, según él, utilizaba "campaña sucia para desacreditarlo y mejorar la posición de Efraín Alegre".
Algunos periodistas, tanto nacionales como extranjeros, han categorizado a Cubas y sus ideologías como estando vinculadas al fascismo, debido a su abierto rechazo hacia la democracia y a acusaciones de presunto antisemitismo.[cita requerida] Cubas hizo una declaración en la radio ABC Cardinal, específicamente en el programa 730, el 12 de abril de 2019, en la cual afirmó que no se considera demócrata y expresó su desagrado por el uso de urnas en los procesos electorales. Además, mencionó que sus modelos políticos son los líderes dictatoriales Chiang Kai-shek de Taiwán y António de Oliveira Salazar de Portugal.
A pesar de admirar al dictador católico Olivera Salazar de Portugal, aclaró en una entrevista del canal de televisión abierta C9N que el es no practicante y crítico de la iglesia, comentando a su entrevistador que la religión "es una cargada". Acusándolo de varias situaciones del país, como la nula educación sexual y sus vínculos con la ANR. Debido a esos comentarios, se le acusó en redes sociales de despreciar a las personas católicas del país, que en Paraguay son mayoría.[cita requerida]
Tras perder las elecciones presidenciales, Cubas afirmó qué hubo supuestas irregularidades, alegando qué “robaron” las elecciones. Pese a ello, observadores de la Organización de los Estados Americanos y de la Unión Europea descartaron la posibilidad de que se haya cometido algún tipo de fraude. Luego de las declaraciones, se reportaron protestas y bloqueos en distintos puntos del país por parte de la ciudadanía, particularmente ante la sede del Tribunal Superior de Justicia Electoral (TSJE) en Asunción. Cubas luego fue arrestado por la Policía Nacional en San Lorenzo; el hecho ocurrió cuando Cubas estaba haciendo una transmisión en vivo por Facebook.

### Cargos criminales
Paraguayo Cubas ha sido detenido y arrestado, enfrentando múltiples cargos que incluyen perturbación del orden público, amenaza de comisión de delitos, intento de obstrucción de las elecciones, intento de coacción a instituciones constitucionales y resistencia.
En caso de que se le declare culpable, Payo podría enfrentar una posible sentencia de prisión que oscilaría entre 2 y 5 años.